# Саблетт (Іллінойс)
Саблетт (англ. Sublette) — селище (англ. village) в США, в окрузі Лі штату Іллінойс. Населення — 380 осіб (2020).

## Географія
Саблетт розташований за координатами 41°38′37″ пн. ш. 89°13′52″ зх. д. / 41.64361° пн. ш. 89.23111° зх. д. (41.643701, -89.231180).  За даними Бюро перепису населення США в 2010 році селище мало площу 0,90 км², уся площа — суходіл.

## Демографія
Згідно з переписом 2010 року, у селищі мешкало 449 осіб у 199 домогосподарствах у складі 125 родин. Густота населення становила 499 осіб/км².  Було 213 помешкання (237/км²).
Расовий склад населення:
| - 98,0 % — білих - 0,2 % — корінних американців - 1,1 % — осіб інших рас |

До двох чи більше рас належало 0,7 %. Частка іспаномовних становила 4,9 % від усіх жителів.
За віковим діапазоном населення розподілялося таким чином: 21,2 % — особи молодші 18 років, 57,2 % — особи у віці 18—64 років, 21,6 % — особи у віці 65 років та старші. Медіана віку мешканця становила 45,9 року. На 100 осіб жіночої статі у селищі припадало 93,5 чоловіків;  на 100 жінок у віці від 18 років та старших — 91,4 чоловіків також старших 18 років.
Середній дохід на одне домашнє господарство  становив 56 444 долари США (медіана — 43 750), а середній дохід на одну сім'ю — 75 214 долари (медіана — 66 250). Медіана доходів становила 49 688 доларів для чоловіків та 32 500 доларів для жінок. За межею бідності перебувало 5,6 % осіб, у тому числі 1,6 % дітей у віці до 18 років та 5,0 % осіб у віці 65 років та старших.
Цивільне працевлаштоване населення становило 223 особи. Основні галузі зайнятості: виробництво — 21,1 %, роздрібна торгівля — 17,5 %, освіта, охорона здоров'я та соціальна допомога — 14,8 %.